# 526
Năm 526 là một năm trong lịch Julius.